# アヴィアサービス (ロシア)
アヴィアサービス（ロシア語: Авиасервис、英語: Aviaservice）は、ロシアのカザンに拠点を置く航空会社。ビジネスジェットなどのチャーター便およびヘリコプターの運航を手掛けている。

## 保有機材

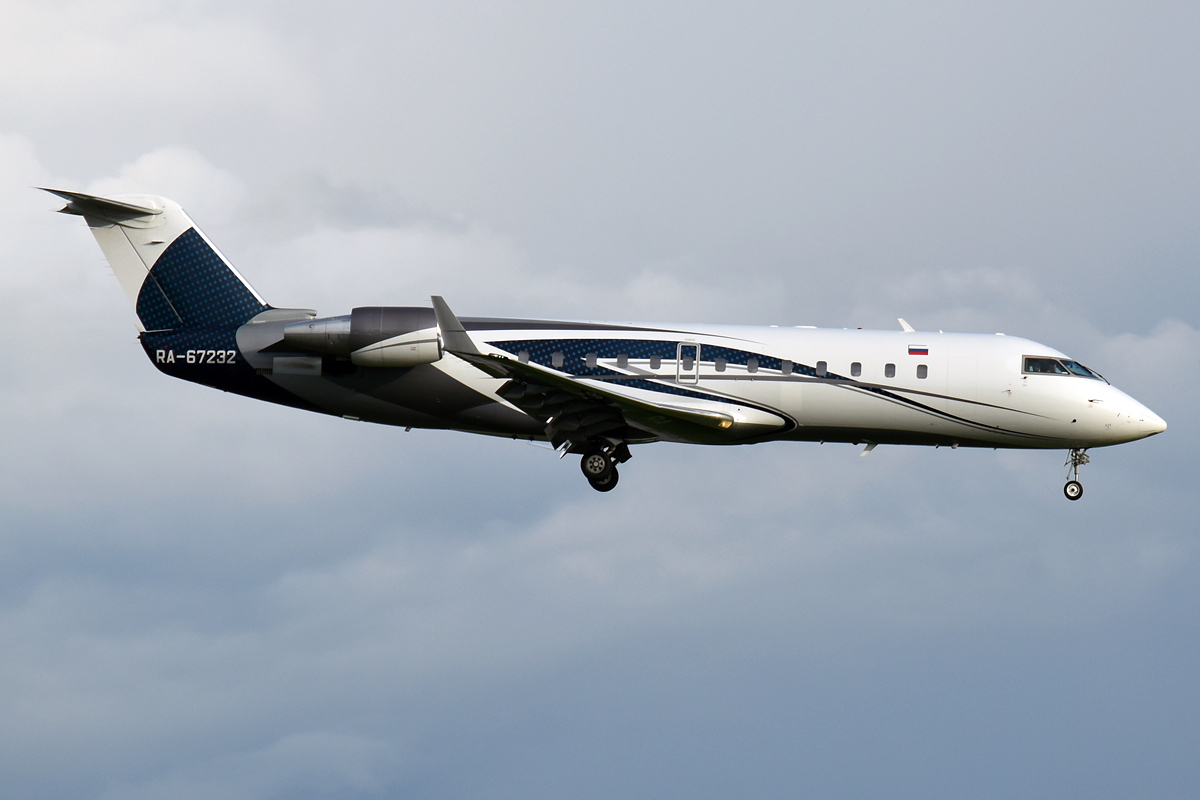
Aviaserviceがかつて保有していたボンバルディア チャレンジャー 850

2023年5月現在、公式サイトおよびFlightradar24によると、以下の機材を保有している。
- ボンバルディア チャレンジャー 604
  - RA-67216[3]
- ボンバルディア チャレンジャー 605
  - RA-67227[4]
- ダッソー ファルコン 8X
  - RA-09606[5]
- ベル 407
- ロビンソン R44